# Digitalidade

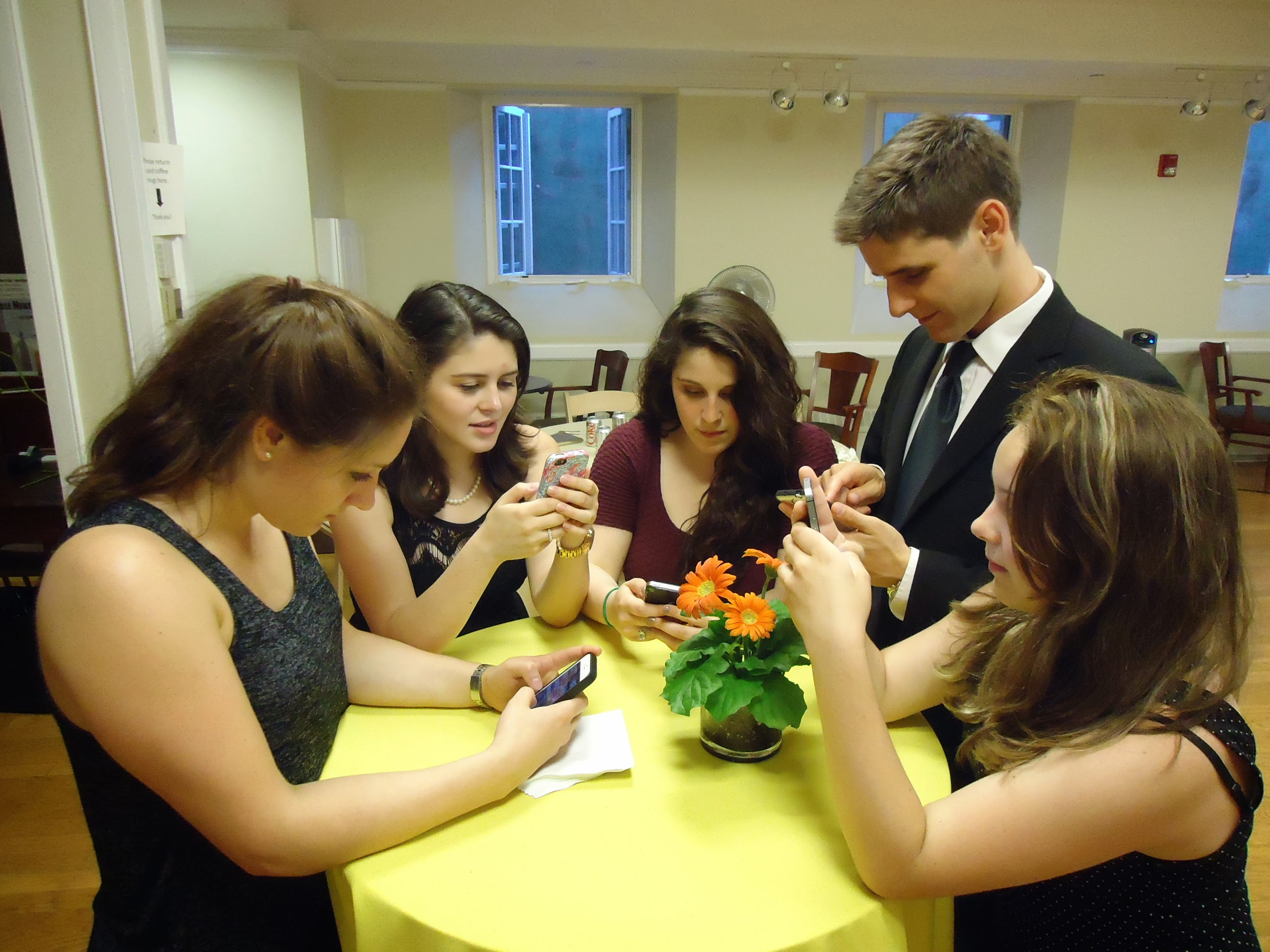
Aumento do uso de smartphones, especialmente por jovens

Digitalidade (também conhecida como digitalismo) é usada para significar a condição de viver em uma cultura digital, derivada do livro Being Digital de Nicholas Negroponte em analogia com a modernidade e a pós-modernidade.

## Visão geral
Os aspectos da digitalidade incluem contato quase contínuo com outras pessoas através de telefones celulares, acesso quase instantâneo a informações através da World Wide Web, armazenamento de informações de terceira onda (onde qualquer fragmento de um texto pode ser pesquisado e usado para categorização, como por meio de motor de busca Google) e comunicação através de weblogs e e-mail.[carece de fontes?]
Alguns dos aspectos negativos da digitalização incluem vírus de computador e spam.
Com o rápido crescimento da tecnologia, as crianças cada vez mais jovens aprendem a falar através do mundo cibernético, em vez de conversarem cara a cara. Eles estão se tornando mais alfabetizados digitalmente e criando uma nova cultura na qual se comunicam de forma mais eficiente on-line do que pessoalmente.

## Desenvolvimento
Na década de 1990, a literatura sobre os efeitos da interatividade com a informação começou a ser escrita e publicada, particularmente focada no imediatismo e onipresença das comunicações digitais, e na interatividade e natureza participativa dos meios digitais. Embora tradicionalmente no pós-modernismo se presuma um papel decisivo para a mídia na formação da personalidade, cultura e ordem social, de modo que esta literatura emergente diferia fundamentalmente da teoria crítica analógica, na medida em que o público agora tem a capacidade de fazem mais do que criar um texto pessoal através do seu idioleto, pois são capazes de criar textos recém-informados que reforçam o comportamento dos outros participantes. Simplificando, a mídia digital abriu caminho para que os indivíduos se expressassem por meio da interação on-line e aprimorassem suas habilidades em um esforço comunitário.
Muitos trabalhos foram escritos descrevendo o medo da digitalidade. Na década de 1990, a realização da digitalidade fez com que muitos artistas visualizassem e temessem um futuro onde o analógico se tornaria completamente extinto. Eles viam a digitalização como uma exclusão do passado.
Embora o computador tenha sido originalmente criado para realizar cálculos em grande escala, ele acabou evoluindo para uma máquina de processamento capaz de recuperar e interpretar informações muito rapidamente. O primeiro computador pessoal foi introduzido pela primeira vez por Ed Roberts em 1975 e isso desencadeou a introdução de outros “computadores pessoais”. À medida que a tecnologia continuava a avançar, mais e mais computadores inteligentes surgiam com maior poder de processamento e maior gama de utilidades. Esta nova era da tecnologia levou à invenção da World Wide Web por Tim Berners-Lee em 1990, que revolucionou o mundo moderno. Com a introdução desta World Wide Web, as pessoas puderam acessar mais comumente um conjunto de dados online com um tesouro de informações. Esta informação agora é facilmente acessível a partir de um smartphone que pode conectar pessoas de qualquer lugar e a qualquer hora.

## No século 21
A tecnologia digital desempenha um papel importante na vida do século XXI. Nos Estados Unidos, quase dois terços das pessoas possuem smartphones. Usando serviços de redes sociais e fóruns online, as pessoas são capazes de se comunicar com outros usuários, independentemente da região geográfica ou das restrições de tempo. O aumento deste tipo de interacção explica em parte o aumento significativo da utilização do telefone entre os mais jovens, sendo a tecnologia móvel utilizada principalmente para fins de comunicação. O digitalismo também está lentamente a substituir muitas formas de ajudas físicas, como enciclopédias impressas e dicionários, com as pessoas a recorrerem a tecnologias mais recentes para diversas necessidades. Em seu livro, Nicholas Negroponte explica como as necessidades do futuro serão digitalizadas. Por exemplo, uma grande parte dos meios de comunicação de massa (incluindo jornais e revistas) estão a ser digitalizados, e uma grande percentagem das transacções financeiras efectuadas nos Estados Unidos estão a ser efectuadas sem a troca física de dinheiro (por exemplo, online).
A computação é frequentemente discutida em debates sobre digital. Os teóricos modernos estão agora a optar por se concentrar mais na nossa relação com os computadores do que nos próprios computadores como um elemento importante da digitalidade.

## Mídia social
As mídias sociais são ferramentas geradas por computador que permitem às pessoas transmitir seus pensamentos, ideias ou interesses por meio de comunidades ou redes digitais. As mídias sociais são plataformas online de interações humanas com alcance local e global, projetadas para circular informações. Estas plataformas apoiam interações sociais e dão origem a uma interação complexa entre comunicação, práticas sociais e infraestrutura tecnológica. Isto dá lugar à conexão de todos esses componentes em tempo real, de modo que através dessas conexões pessoas, informações, dados e eventos sejam espalhados instantânea e globalmente. Isso permite que plataformas como o Twitter sejam um meio de comunicação onde há uma intersecção entre mídia e interação social.
As redes sociais são diferentes das redes sociais, mas são comumente encaradas como iguais, o que dificulta a diferenciação do público.
Assim como a televisão e os anúncios, as redes sociais têm um grande potencial para oportunidades de negócios e marketing, onde as empresas podem formular promoções personalizadas voltadas para públicos específicos.

## Educação
A digitalização na década de 2000 teve um grande impacto no mundo da educação. A Internet cria uma abundância de recursos facilmente acessíveis e globalmente diversos. A digitalização de livros didáticos e outros textos escritos reduz a demanda pelas versões impressas. A grande maioria dos livros agora vem com uma versão digital do texto que permite acesso mais fácil de qualquer lugar. Isto se aplica a livros didáticos acadêmicos, textos religiosos, livros e outros textos que normalmente teriam de ser encontrados em forma física. O digitalismo também fez com que o conhecimento electrónico fosse apresentado às crianças numa idade muito precoce, resultando no aumento da implementação da electrónica nos sistemas escolares (por exemplo, na aprendizagem electrónica, na aprendizagem móvel e na aprendizagem combinada). Estudantes e acadêmicos adotaram mídias sociais como Facebook, Twitter, YouTube e plataformas de blog para expandir os horizontes de aprendizagem.

## Comunicação intercultural
A comunicação intercultural é uma parte importante da globalização. No passado, a comunicação intercultural era dificultada devido à distância que separava as diferentes culturas. No entanto, com a tecnologia e a digitalização modernas, torna-se cada vez mais possível interagir e aprender sobre outras culturas num ambiente onde as pessoas podem falar abertamente. Essa interação permite que as pessoas comparem e reflitam sobre suas próprias culturas e sobre diferentes culturas.[carece de fontes?] A Internet cria plataformas e fóruns onde pessoas de diferentes origens podem desenvolver habilidades de comunicação intercultural e obter uma abundância de conhecimento intercultural. Com a digitalidade dos textos religiosos e dos encontros culturais, é cada vez mais viável estar submerso em uma cultura ou religião sem a necessidade de se deslocar até a fonte.